# 穆萨日
穆萨日（法語：Moussages，法語發音：[musaʒ]）是法国康塔尔省的一个市镇，属于莫里亚克区。

## 地理
穆萨日（45°14'16"N, 2°28'14"E）面积19.03 平方千米，位于法国奥弗涅-罗讷-阿尔卑斯大区康塔爾省，该省份为法国中南部省份，位于法國中央高原中心，北起科雷兹省、上盧瓦爾省和多姆山省，西接洛特省和科雷兹省，南至阿韦龙省和洛特省，东临上盧瓦爾省和洛泽尔省。
与穆萨日接壤的市镇（或旧市镇、城区）包括：昂格拉尔德萨莱尔、奥泽尔、梅阿莱、圣樊尚德萨莱尔、特里扎克。

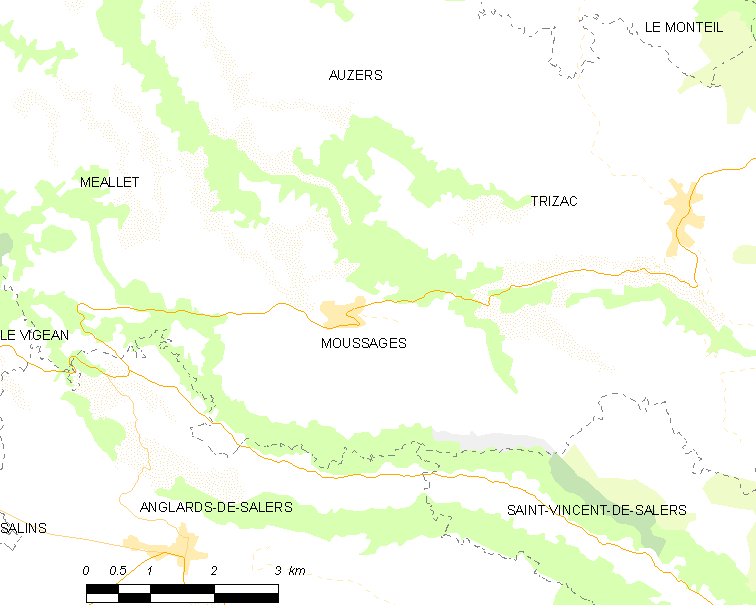
穆萨日的OSM定位图

穆萨日的时区为UTC+01:00、UTC+02:00（夏令时）。

## 行政
穆萨日的邮政编码为15380，INSEE市镇编码为15137。

## 政治
穆萨日所属的省级选区为里永埃斯蒙塔涅县。

## 人口

1962-2008年间穆萨日人口变化图示

穆萨日于2022年1月1日时的人口数量为251人。